# Mộ Đức (thị trấn)
Mộ Đức là thị trấn huyện lỵ của huyện Mộ Đức, tỉnh Quảng Ngãi, Việt Nam.

## Địa lý
Thị trấn Mộ Đức có diện tích 8,78 km², dân số năm 2023 là 10.831 người, mật độ dân số đạt 910 người/Km2

## Hành chính
Thị trấn Mộ Đức được chia thành 3 tổ dân phố: 1, 2, 3.